# Giovanni Battista Pellegrini
Giovanni Battista Pellegrini (* 12. März 1711 in Como; † 5. August 1764 ebenda) war ein Priester und Bischof von Como.

## Leben
Giovanni Battista war Sohn des Grafen Girolamo und dessen Ehefrau Francesca Ripa. Er wurde 1733 zum Priester geweiht und war anschließend Kanoniker und Generalvikar des Bischofs von Como Agostino Maria Neuroni. Im Jahr 1751 wurde er zum Titularbischof von Epiphanias (Kilikien, heute Türkei) ernannt. 
Papst Clemens XIII. ernannte ihn 1760 zum Nachfolger des Bischofs von Como; er leitete die Diözese bis zu seinem Tod. Mit dem Hirtenbrief vom März 1761, der ausführliche Anweisungen über das Leben, die Sitten und den Anstand des Klerus enthielt, begann er sein dichtes, wenn auch kurzes Besuchsprogramm in den Schweizer Territorien der Diözese, in dessen Verlauf er zahlreiche neue Pfarreien weihte.